# Joanna Mytkowska

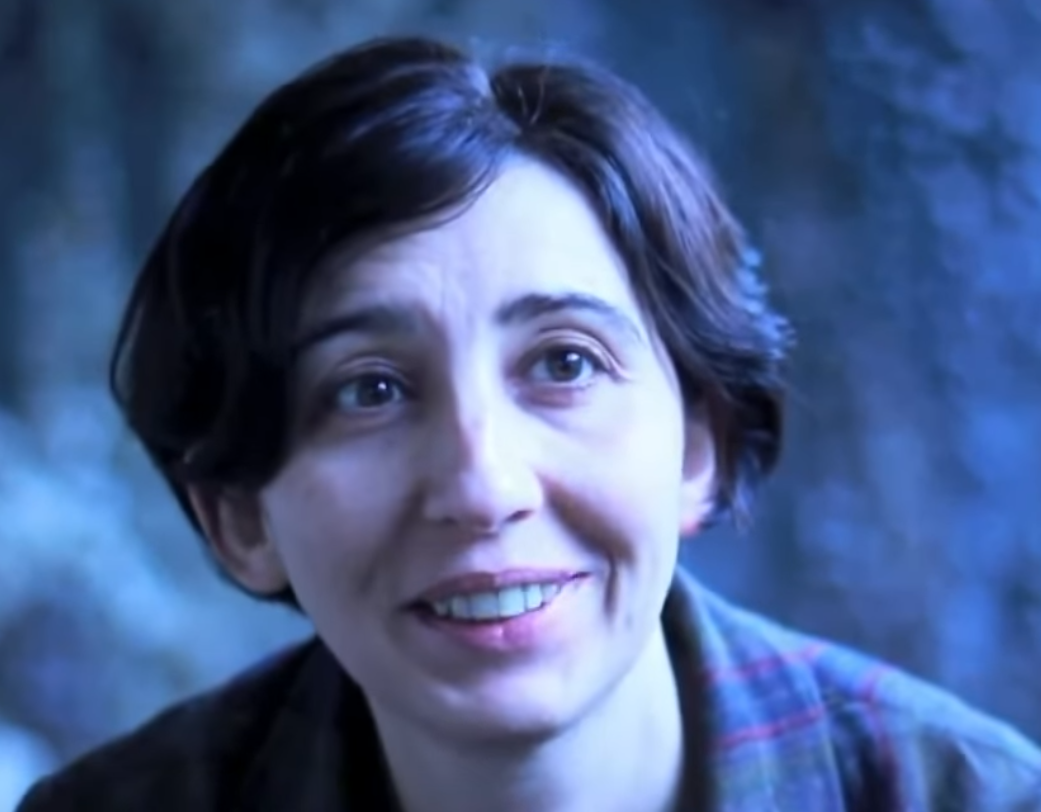
Joanna Mytkowska (2013)

Joanna Mytkowska (* 1970) ist eine polnische Kuratorin, Kunstkritikerin und Museumsdirektorin.

## Leben und Werk
Joanna Mytkowska studierte von 1988 bis 1994 an der Universität Warschau. Sie war Beauftragte für den polnischen Pavillon auf der 51. Biennale di Venezia (2005). Artur Żmijewski vertrat Polen. Das Muzeum Sztuki Nowoczesnej w Warszawie leitet Joanna Mytkowska seit 2007.
Für das Centre Georges-Pompidou in Paris organisierte sie die Ausstellungen Paweł Althamer (2006), The Magellanic Cloud (2007), und The Anxious (2008) und Promises of the Past (2010).
Joanna Mytkowska war Mitglied der Findungskommission für die documenta 14, die 2017 stattfand.